# کاسپر با وندی ملاقات می‌کند
کاسپر با وندی ملاقات می‌کند (به انگلیسی: Casper Meets Wendy) فیلمی است محصول سال ۱۹۹۸ و به کارگردانی شان مک‌نامارا است. در این فیلم بازیگرانی همچون کتی موریارتی، هیلاری داف، شلی دووال، تری گار، جرج همیلتون، ریچارد مول، وینسنت شیاولی، بلیک فاستر، جرمی فولی، بیل فارمر، جیم وارد، جس هارنل، پالی شور و مایکل مک‌دونالد ایفای نقش کرده‌اند.